# Потоп (Мікеланджело)
«Потоп» (італ. Diluvio universale) — фреска Мікеланджело Буонарроті на стелі Сікстинської капели (Ватикан), створена ним близько 1508—1510 років. Це — сцена із «Книги Буття» (Бут. 6:5-8:20).

## Опис
Фреска зображує Потоп. Тут зображено десятки фігур, від чого Мікеланджело відмовився у наступних сценах. Можна виділити чотири групи: перша, це люди на самому Ковчезі, які віддаляються від інших груп за горизонт; друга — човен по центру, де люди борються за місце; третя — люди на підвищенні ліворуч; четверта група — люди, що сходять на підвищення, борючись із сильним вітром. 

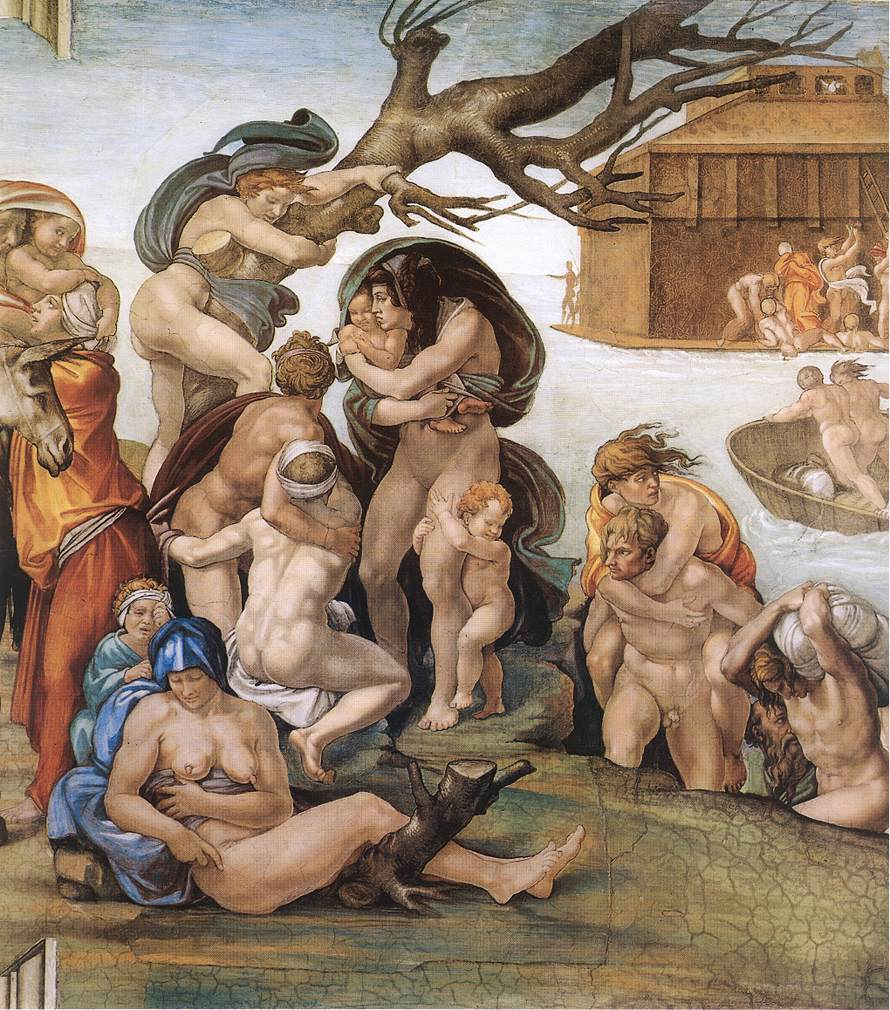
Фрагмент
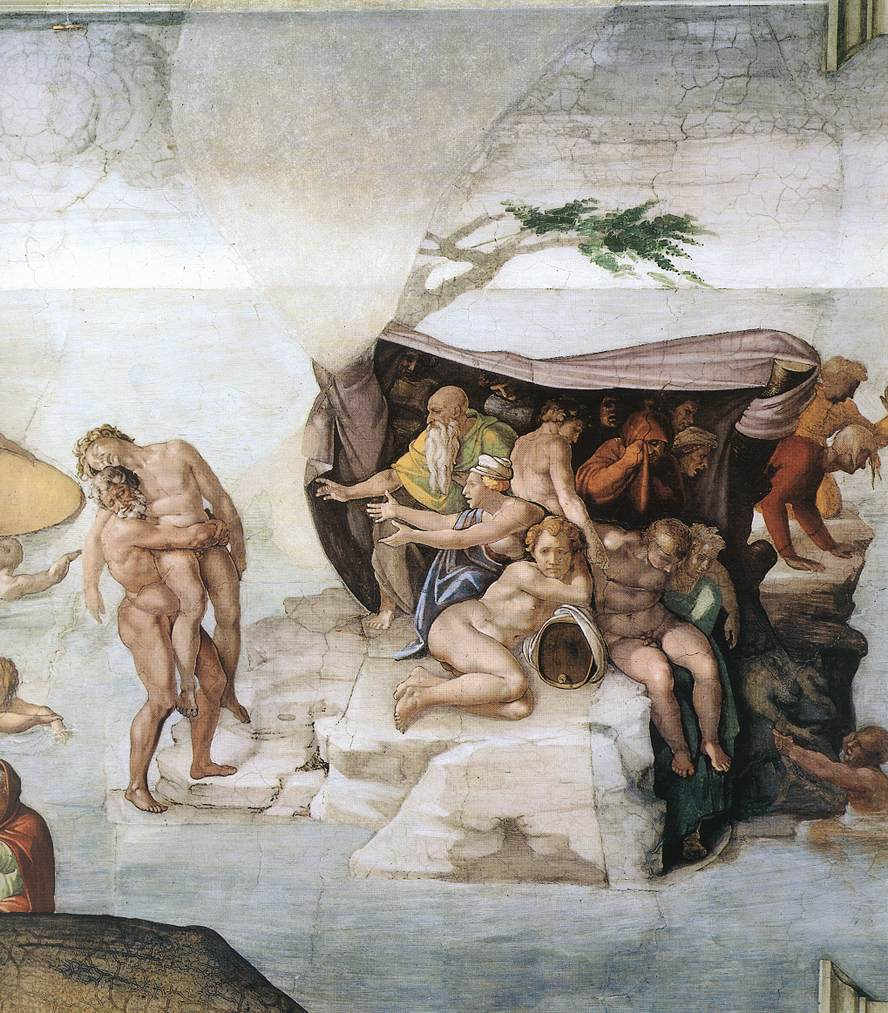
Фрагмент
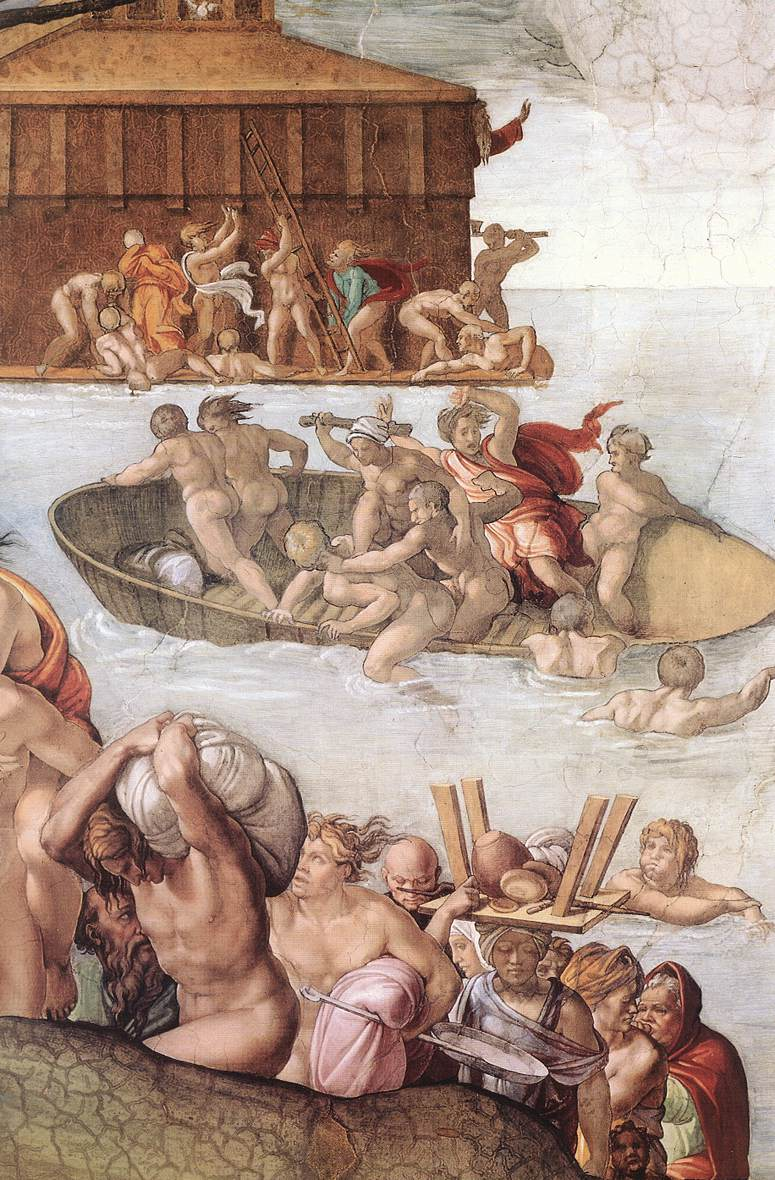
Фрагмент

Ця сцена була намальована першою, коли в Мікеланджело були помічники. Помітні різні стилі виконання фігур. Фреска зазнала певних пошкоджень.
Сцена «Потоп» розміщена в одному ряду із вигнутими пазухами склепінь навколо вікон, де зображені родичі Христа.